# Batalla de las Marismas
La batalla de las Marismas fue parte de la guerra Irán-Irak entre tropas de Irán e Irak en 1984. Tras el fracaso de la Operación Amanecer 5, Irán empezó una nueva ofensiva sorpresa en los lagos de las marismas Hawizeh, en la cuenca iraquí de los ríos Tigris y Éufrates.
Después de las fuertes bajas al principio debido a los ataques de olas humanas, 15 000 bajas y pequeños progresos, Irán comenzó a desarrollar nuevas tácticas, incluyendo un asalto anfibio, y por primera vez usó una unidad del ejército regular: La 92 División Armada. Aunque las poco adiestradas y mal equipadas tropas iraníes sufrieron fuertes bajas contra la artillería, tanques, ataques aéreos y lanchas cañoneras iraquíes, las fuerzas de Irán, finalmente consiguieron invadir la isla Majnoon, rica en petróleo, con la Operación Khaybar y casi logran romper las líneas iraquíes antes de ser hechas retroceder a las marismas y a la isla Majnoon.
Irak usó considerablemente armas químicas (gas mostaza) durante la batalla. 

## Preludio
250 000 soldados Pasdaran y Basij y de la 92 División Armada atravesaron los desiertos iraquíes hacia las marismas. Irak contaba con una división mecanizada que masacraría a los poco entrenados y mal armados iraníes. Sin embargo las fuerzas iraníes eran más numerosas y los iraquíes, aunque estaban bien equipados y con apoyo aéreo, no pararon de avanzar en la playa.
El arribo de tropas iraníes a las marismas dio inicio a uno de los combates más largos de las guerras. Los iraníes atacaron con ataques de olas humanas y eventualmente lanzaron la Operación Khaybar. Anteriormente Irán había lanzado 2 ataques, las operaciones Amanecer 5 y Amanecer 6.

## La Operación Khaybar
El 14 de febrero de 1984 Irán, tras intenso fuego y fuertes pérdidas, alcanzó la rica isla petrolera de Majnun. Irán estaba dispuesto a lanzar el ataque final de la batalla de las Marismas y apostó a lo alto, por Irán perdería el ataque final de Irak podría ser sencillo recuperar la zona previamente ganada; los soldados iraquíes tenían órdenes de disparar lo más dilatadamente posible (evidentemente hasta el último hombre) para dar tiempo a los refuerzos iraquíes que llegaron a la isla Majnun. Irán lanzó su primera ofensiva estratégica, la Operación Khaybar. La Fuerza Aérea de Irán hizo lo mejor que pudo para auxiliar a sus tropas, pero porque ella carecía de repuestos, solo hizo cien salidas de combate por día, que no fueron suficientes. Aunque la Fuerza Aérea de Irak tenía sus manos sobre el frente sur, que prevendría su envolvimiento. Para sustituir la carencia de aviones Irán usó operaciones combinadas de helicópteros y botes de río (conocidas como las operaciones Fátima az-Zahra, hija del profeta Mahoma, y esposa del yerno y primo de este Ali ibn Abi Tálib) para apoyar a sus tropas que finalmente atravesaron las marismas y forzaron a los iraquíes a huir de la playa de la isla que fue una pequeña derrota para Irak.

## Consecuencias
Aunque las tropas iraníes sufrieron grandes bajas, sus grandes números les permitían continuar. Por otro lado, Irak sufrió 4000 bajas, quedando gravemente inhibida su habilidad para continuar. Usó tanques soviéticos y apoyo aéreo y de artillería; Irán, con tres veces el tamaño de la población de Irak, había sufrido pérdidas debido al caos causado por la reciente Revolución Islámica de 1979 que afectó negativamente la organización militar, el comercio, los abastecimientos y el equipamiento.